# Historia pewnego życia
Historia pewnego życia (oryg. fr. Une vie ou L’Humble Vérité) – powieść Guya de Maupassanta z 1883 roku.

## Okoliczności powstania utworu

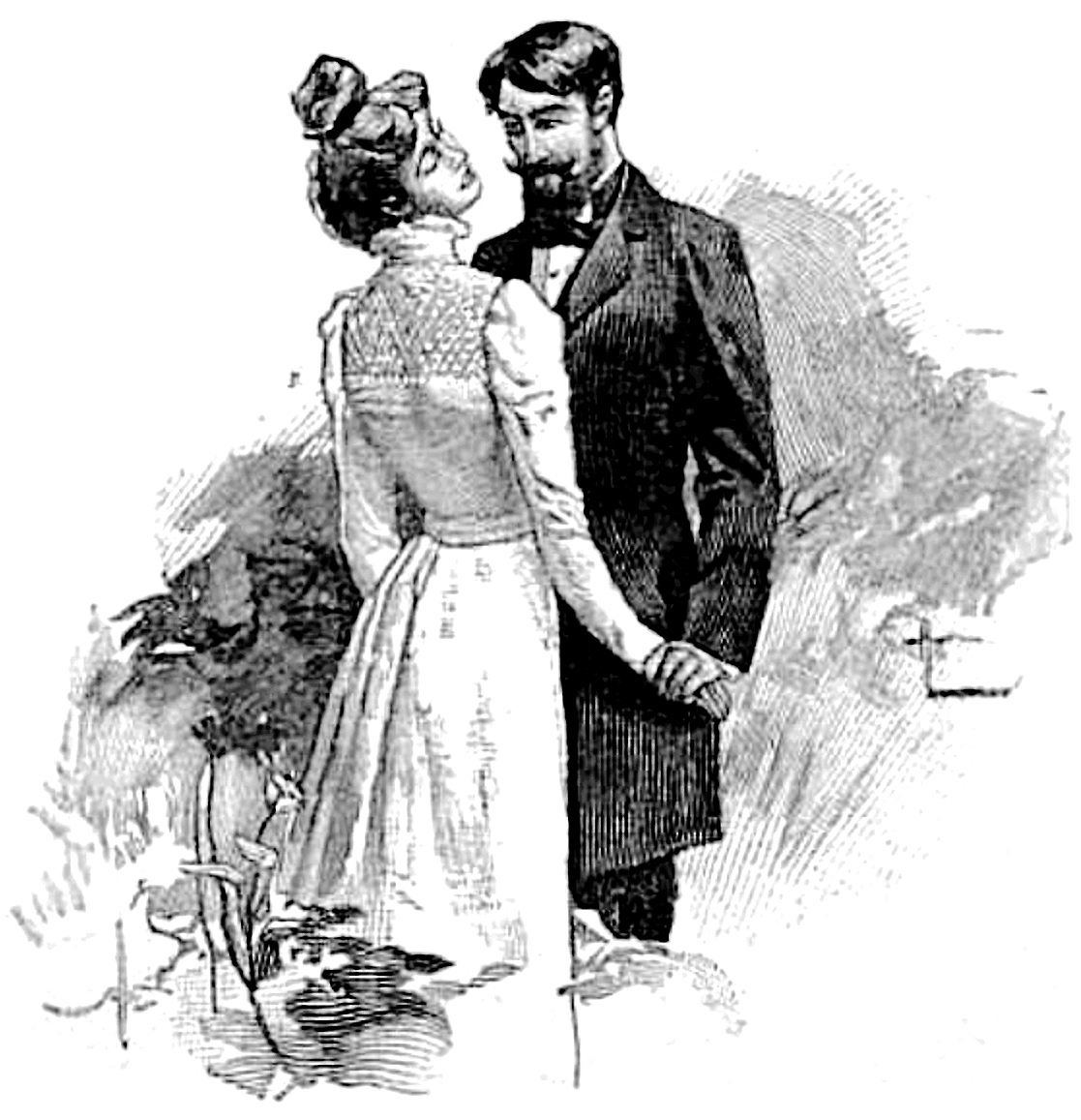

Pomysł napisania powieści pojawił się u Maupassanta jesienią 1877, jednak po dwóch latach, zniechęcony trudnościami, zarzucił projekt. Swoje wątpliwości skonsultował z Gustawem Flaubertem, który zachwycił się literackim konceptem Maupassanta i zachęcał go do dalszej pracy. W maju 1882 pisarz ukończył pierwszy szkic powieści; od lutego 1883 zaczęła się ona pojawiać w czasopiśmie Gil Blas. W tym samym roku ukazało się wydanie książkowe. Utwór został zadedykowany Flaubertowi.
Postać głównej bohaterki miała wyraźne korzenie flaubertowskie: Janina posiada wiele cech Pani Bovary i pani Aubain, bohaterki opowiadania Proste serce. Z kolei inspiracją dla postaci ojca głównej bohaterki stał się dziadek autora. Głównym celem Maupassanta było jednak stworzenie postaci typowych, reprezentatywnych dla przedstawianej warstwy społecznej, nie zaś wyróżniających się indywidualnością.

## Treść

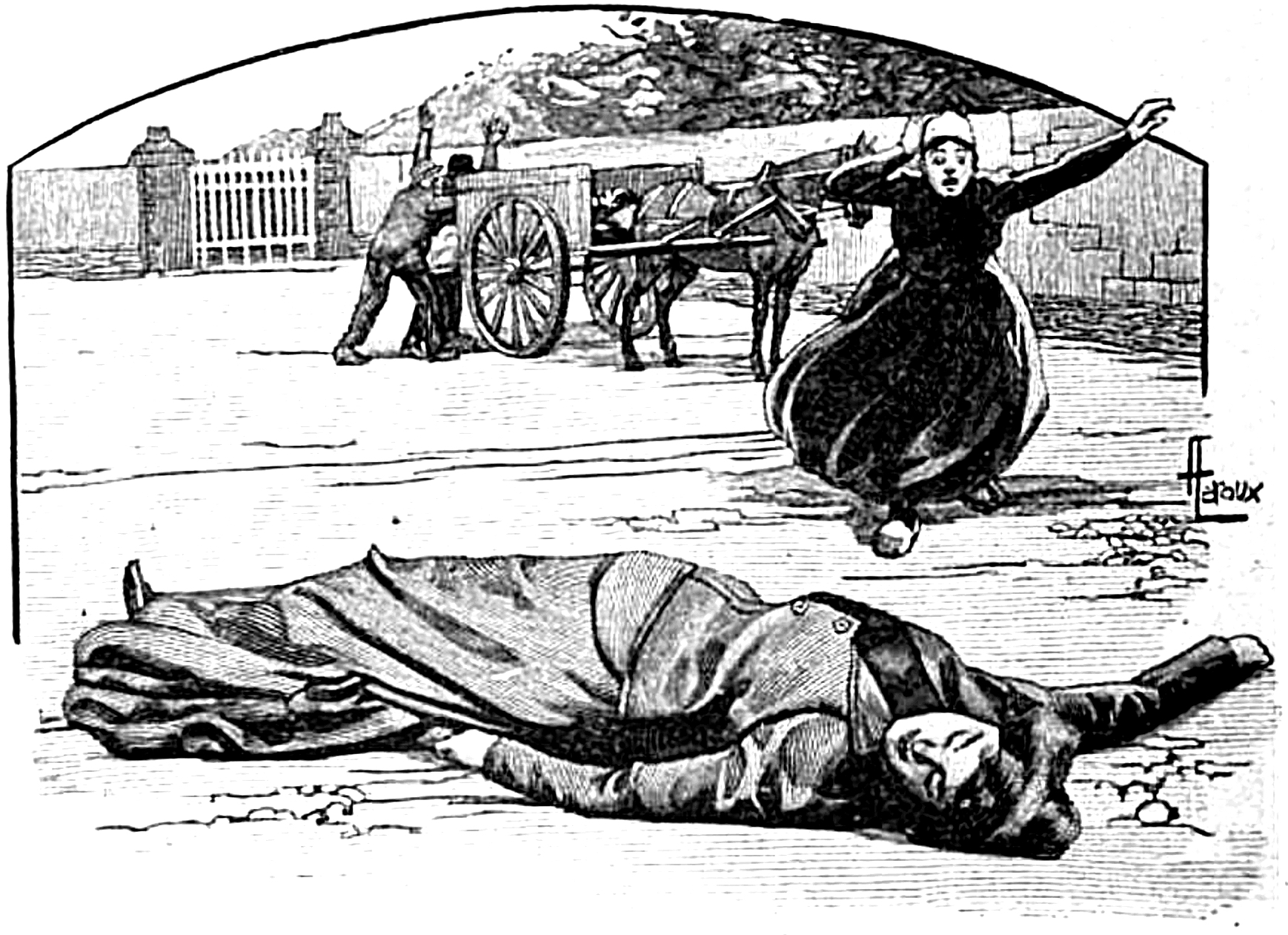

Jest rok 1819: siedemnastoletnia Janina opuszcza klasztor w Rouen, gdzie wychowywała się podobnie jak inne dziewczynki również pochodzące ze sfery arystokratycznej, i powraca do rodzinnego zamku w Peuples. Jest pełna nadziei i marzeń o księciu z bajki, z którym może stworzyć szczęśliwą rodzinę. Tymczasem rodzice planują jej ślub z wicehrabią Julianem de Lamare, będącym idealną partią z finansowego punktu widzenia. Po pierwszym spotkaniu z nim Janina jest zachwycona i pewna szczęśliwej przyszłości. Ślub dochodzi do skutku, jednak już noc poślubna przynosi młodej dziewczynie wstrząs: Julian brutalnie wymusza na niej stosunek płciowy, po czym zasypia. Dalsze lata małżeństwa są dla Janiny jednym pasmem rozczarowań: Julian okazuje się egoistą, skąpcem i domowym tyranem, poza tym zdradza żonę ze służącą. Spodziewanego szczęścia nie przynosi bohaterce nawet macierzyństwo; w dodatku dowiaduje się, że jej matka również była w małżeństwie skrajnie nieszczęśliwa i przez wiele lat zdradzała męża. Widząc brak perspektyw życiowych, Janina skupia się jedynie na miłości macierzyńskiej. Będąc po raz drugi w ciąży, dowiaduje się, że mąż znalazł sobie stałą kochankę – Gilbertę de Fourville. Gdy wiadomość ta dochodzi do jej męża, doprowadza on do śmierci obojga w wypadku. Wskutek szoku Janina wydaje na świat martwą córeczkę.
Nie umiejąc samodzielnie gospodarować pieniędzmi, Janina musi sprzedać posiadłość Peuples i skromnie zamieszkać w Batteville w towarzystwie jedynej przyjaciółki – byłej służącej Rozalii. Jej dorastający syn Paweł dostarcza jej kolejnych powodów do zmartwień; w końcu oznajmia, że ma zamiar ożenić się z kobietą, o której jego matka ma fatalne zdanie. Próby porozumienia i spotkania z nim nie przynoszą rezultatów. Kiedy jednak Janina dowiaduje się, że jego żona jest ciężko chora – bez wahania zgadza się wychowywać ich córeczkę, dzięki temu odzyskując znów radość życia.

## Adaptacje
- Historia jednego życia – film Toïvo Särkkä (1947)
- Historia jednego życia – film Alexandre’a Astruca (1958)
- Historia jednego życia – serial telewizyjny Élisabeth Rappeneau (2004)